# Aarón Ñíguez
Aarón Ñíguez Esclapez, född 26 april 1989 i Elche, mest känd som Aarón, är en spansk fotbollsspelare som sedan 2020 spelar i Málaga CF. Hans bror, Jona, spelar för Elche.

## Karriär
Aarón spelade sin första A-lagsmatch för Valencia den 5 december 2006, mot AS Roma, i Champions League. Han hann spela 27 minuter i lagets 1–0 borta vinst.
Efter att ha börjat säsongen 2007–08 på lån i Segunda División klubben Xerez CD, bytte Aarón klubb i januari övergångsfönstret till Iraklis FC i Grekland. Han gjorde sitt första mål för Iraklis den 16 mars 2008, som han gjorde på straff, i 1–0 vinsten mot Panionios FC, efter hans akrobatiska cykelspark stoppats av en hand.
Den 13 augusti 2008 Aarón skrev på ett lånekontrakt med SPL klubben Rangers FC som sträcker sig två år med en köpoption.

## Landslaget
Aarón spelade U-17-EM i fotboll 2006 för Spaniens U-17 lag, och blev den spelare som hade gjort 4:e mest mål i turneringen med sina två mål. Han gjorde sin debut för Spaniens U21 lag den 18 november 2008 mot Portugals U21 lag.